# Szemi
Szemi (ros. Шеми) – wieś w Rosji, w Tuwie, w kożuunie dzun-chiemczickim. W 2010 liczyła 1111 mieszkańców.